# Monotarsobius pangrangonus
Monotarsobius pangrangonus är en mångfotingart som först beskrevs av Chamberlin 1944.  Monotarsobius pangrangonus ingår i släktet Monotarsobius och familjen stenkrypare. Inga underarter finns listade i Catalogue of Life.